# Dzieciątko

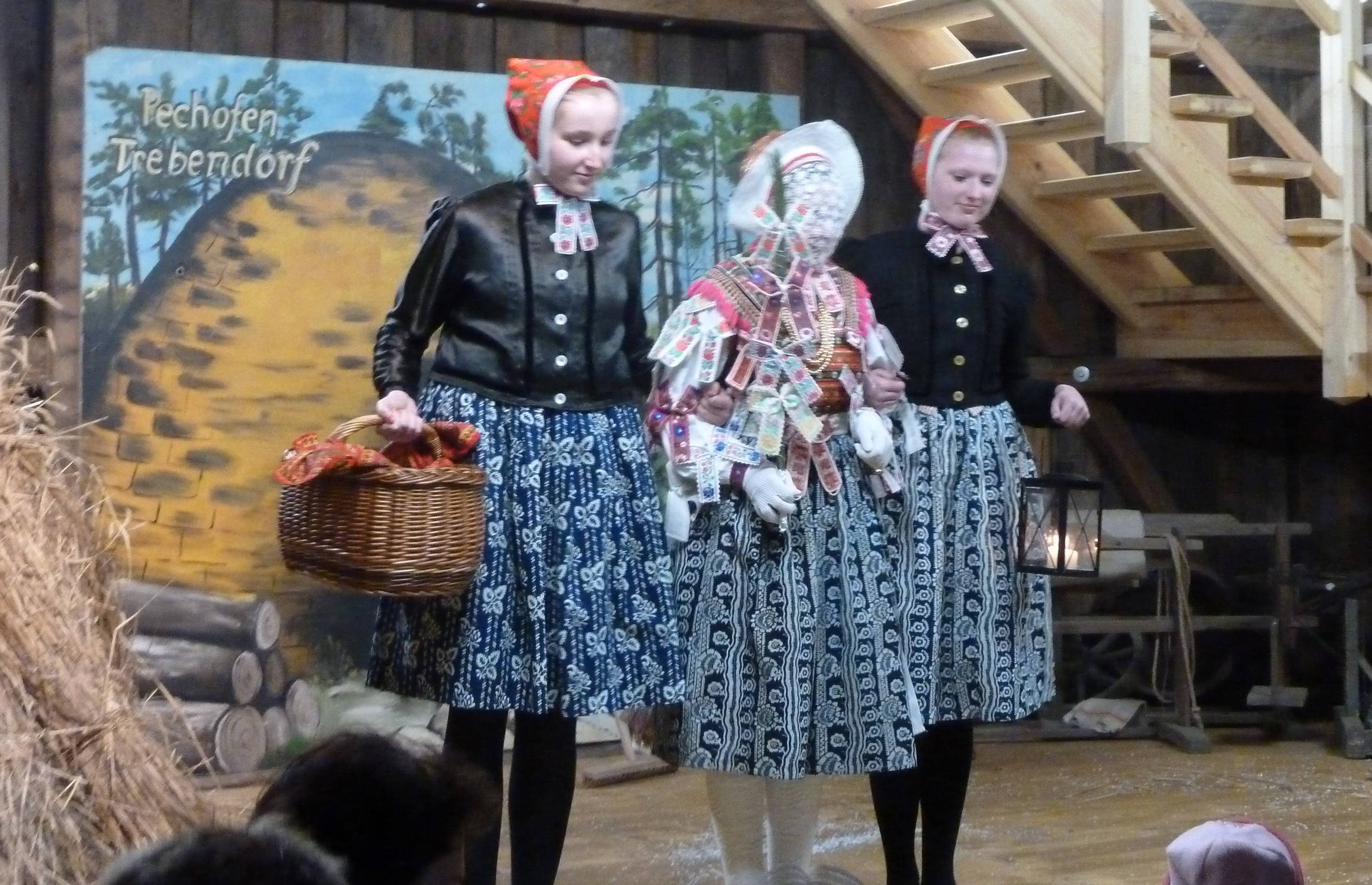
Obchody zwyczaju w Trebendorf/Trjebin, 2012

Znaczek poczty NRD z 1982 roku, przedstawiający „Dzieciątko” z towarzyszkami

Dzieciątko (Dźěćetko, Dźěčatko, Janšojski bog) – serbołużycki zwyczaj bożonarodzeniowy.
Zwyczaj wywodzi się z tradycyjnej oprządki, na którą wieczorami zbierały się dziewczęta, śpiewając i wymieniając między sobą nowiny. W ostatnią oprządkę w roku, przypadającą w środę przed Bożym Narodzeniem, wybierały spośród siebie najstarszą pannę lub pannę na wydaniu, którą przebierały za „Dzieciątko”. „Dzieciątko” ubrane było w różne elementy stroju drużki, twarz zaś miało zasłoniętą rąbkiem firanki. W zależności od regionu Łużyc, „Dzieciątko” różniło się nazwami i elementami ubioru. Tak przebrana dziewczyna udawała się wieczorem w odwiedziny od domostwa do domostwa. Towarzyszyło jej dwoje dziewcząt ubranych w stroje prządek, oświetlając drogę latarniami i zapowiadając swoje przybycie dzwonkiem. Po wejściu do domostwa „Dzieciątko”, w całkowitym milczeniu, rozdawało domownikom jabłka i słodycze, a następnie głaskało członków rodziny i chłostało ich gałązką na wróżbę siły i radości życia.
Tradycja „Dzieciątka” praktykowana była jeszcze na początku lat 50. XX wieku w wielu wsiach Górnych i Dolnych Łużyc. Współcześnie włączana jest jako element przedświątecznych przedstawień w szkołach i instytucjach kultury.